# Corb becut
La corb becut (Corvus macrorhynchos) és un ocell de la família dels còrvids (Corvidae).

## Hàbitat i distribució
Habita boscos, clars, terres de conreu i ciutats des de l'Iran oriental i nord d'Afganistan, cap a l'est, a través del nord de Pakistan, nord de l'Índia, Tibet i la Xina fins al sud-est de Sibèria, Sakhalín i les Kurils, Japó i les Ryukyu, i, cap al sud, a través del sud-est Asiàtic fins Sumatra, Java, Borneo, les illes Petites de la Sonda, Filipines i Taiwan.

## Taxonomia
Tradicionalment (i encara algunes classificacions) s'ha considerat que aquesta espècie incloïa també poblacions molt semblants que habiten l'Índia, Sri Lanka i el nord de la Península Malaia. Actualment però a la classificació del Congrés Ornitològic Internacional versió 13.1 (2023) aquestes poblacions han estat separades en altres dues espècies diferents:
- Corvus levaillantii - Eastern Jungle Crow (corb selvàtic oriental).
- Corvus culminatus	- Indian Jungle Crow (corb selvàtic de l'Índia).